# ناهويل غوزمان
ناهويل اجناسيو غوزمان (بالإسبانية: Nahuel Ignacio Guzmán)‏ حارس مرمى أرجنتيني، شارك مع منتخب الأرجنتين لكرة القدم في كوبا أمريكا 2015 المقامة في تشيلي .

## مسيرته الكروية
لعب ناهويل غوزمان خلال مسيرته الاحترافية مع 3 أندية في أربعة عشر موسمًا ولم يسجل خلالها أي هدف ضمن 300 مباراة. ولم يفز بأي موسم بالكأس وفاز في أربعة مواسم بالدوري.
خاض ناهويل غوزمان مسيرته مع FC Barcelona (beach soccer) ‏ في موسم 2006–07 في المرة الأولى لمدة موسم واحد ثم في موسم 2009–10 ليلعب معه خمسة مواسم، مشاركًا طوالها في 77 مباراة ولم يسجل أي هدف. ثم انتقل إلى Independiente Rivadavia ‏ في موسم 2007–08 ولمدة موسمين، حيث شارك في 37 مباراة ولم يسجل أي هدف أيضًا. لينتقل بعدها إلى نادي تايجرز أونال في موسم 2014–15 ليلعب معه ستة مواسم، مشاركًا في 186 مباراة ولم يسجل أي هدف أيضًا.

## روابط خارجية
- ناهويل غوزمان على موقع إي إس بي إن إف سي (الإنجليزية)
- ناهويل غوزمان على موقع قاعدة بيانات كرة القدم.إي يو (الإنجليزية)
- ناهويل غوزمان على موقع ليكيب (الفرنسية)
- ناهويل غوزمان على موقع ناشيونال فوتبول تيمز (الإنجليزية)
- ناهويل غوزمان على موقع Soccerway.com (الإنجليزية)
- ناهويل غوزمان على موقع AS.com (الإسبانية)